# Cannoni per la libertà
Cannoni per la libertà (A Breath of Snow and Ashes) è un romanzo di Diana Gabaldon uscito nel 2005. Si tratta del secondo volume italiano di A Breath of Snow and Ashes, sesto capitolo della serie di Outlander.

## Trama
Agosto 1774. Mentre Jamie cerca dei fucili con cui armare gli indiani e le sommosse contro la corona inglese si fanno sempre più violente, Claire rincontra Wendigo Donner, un altro viaggiatore nel tempo che vuole tornare nella sua epoca. Intanto a Fraser's Ridge scoppia un'epidemia di dissenteria amebica, e anche Claire si ammala misteriosamente, però, al contrario di tanti altri, riesce a sopravvivere. Dopo aver consegnato agli indiani i fucili ed essersi dimesso dal suo incarico per l'Inghilterra, Jamie e Claire si trovano ad affrontare varie questioni: Fergus e Marsali si trasferiscono a New Bern come nuovi proprietari di una tipografia; la domestica personale di Jocasta, Fedra, scompare; Lizzie, incinta di uno dei gemelli Beardsley, riesce a sposarli entrambi con uno stratagemma, e Roger riceve la conferma che Jemmy è suo figlio quando sul corpo del bambino viene trovato un neo che ha anche lui. Ad aprile 1775, mentre a Lexington scoppia la guerra, Malva Christie accusa Jamie di averla messa incinta. Il mese seguente, la giovane viene trovata nell'orto apparentemente uccisa da un orso. Le voci, però, sostengono che sia stata Claire a ucciderla per gelosia, e sia lei, sia Jamie vengono prelevati per essere sottoposti a processo. Durante il viaggio, la coppia viene separata con la forza e Claire finisce a New Bern, ospite del governatore Martin per assistere sua moglie incinta. Claire viene scagionata dalle accuse quando Thomas Christie, pur non essendo colpevole, confessa l'omicidio della figlia per salvare Claire della quale si è innamorato. Claire apprende anche che Malva ha cercato più volte di ucciderla, come durante l'epidemia di dissenteria.
Nel frattempo, l'oro custodito nel mauseoleo di Hector Cameron scompare e Brianna viene rapita da Bonnet, pagato dall'avvocato Neil Forbes, nemico di Jamie, per portarla a Londra. Brianna riesce a consegnare a una prostituta un messaggio con cui informa la famiglia che, prima di farla salpare per l'Inghilterra, verrà condotta a Ocracoke dove Bonnet ha una casa e deve incontrare qualcuno. Durante la prigionia, Brianna scopre che anche Fedra si trova lì: la ragazza le racconta di essere stata venduta da Ulisse perché lo aveva minacciato di rendere pubblica la storia che lui e Jocasta avevano da più di vent'anni se avesse continuato a dirle d'interrompere la sua relazione con Duncan, il marito di Jocasta. Una volta salva, Brianna decide che a uccidere Bonnet deve essere la forca, non lei, e annuncia a Roger di essere di nuovo incinta. Jocasta e Duncan, invece, decidono di andare in Canada, mentre Jamie si unisce ai ribelli e il 15 maggio 1776 la Carolina del Nord diventa indipendente. Brianna partorisce una femmina, Amanda "Mandy", che, però, ha un dotto arterioso pervio curabile soltanto nel mondo moderno. Mentre si prepara a tornare con Roger e i bambini nella loro epoca, Brianna incontra per caso il diciottenne William, suo fratellastro, e dà il colpo di grazia a Bonnet condannato a un lento annegamento. Una volta partiti Brianna e Roger, Allan Christie, fratello di Malva, suo assassino e vero padre del bambino che la ragazza aspettava, viene ucciso da Ian, mentre Donner aggredisce Claire e Jamie per avere una pietra preziosa con cui tornare indietro: la colluttazione si risolve con l'esplosione della casa per colpa dell'etere, e Jamie scopre anche che Arch Bug era il terzo uomo con cui Hector Cameron aveva diviso l'oro e che è stato lui a rubarlo.

## Edizioni
- Cannoni per la libertà, Corbaccio, 2008,  p. 793, ISBN 978-88-7972-930-7.
- Cannoni per la libertà, TEA, 2010, ISBN 978-88-502-2170-7.